# Neda Ukraden
Neda Ukraden (Glavina Donja kod Imotskog, 16. kolovoza 1950.) hrvatska je, bosanskohercegovačka te srbijanska pjevačica zabavne glazbe. Djetinjstvo je provela u Hrvatskoj i Bosni i Hercegovini, a od osamostaljenja Hrvatske živi i radi u Hrvatskoj i Srbiji.
Završila je Pravni fakultet u Sarajevu te engleski jezik i književnost na Filozofskom fakultetu, kao i solo pjevanje u srednjoj glazbenoj školi.
Tijekom višedesetljetne karijere surađivala je s nizom glazbenika, kao što su Đorđe Novković, Rajko Dujmić, Đelo Jusić, Kemal Monteno, Arsen Dedić, Zrinko Tutić i Nikola Borota.

## Karijera

### Početci karijere
Glazbenu karijeru započela je 1967. godine kada je snimila prvu pjesmu za Radio Sarajevo. Bila je to pjesma „Igra bez kraja” s kojom je nastupila na prvom festivalu Vaš šlager sezone i osvojila nagradu kao najbolji debitant. Na Opatijskom festivalu 1975. godine pjevala je pjesmu „Srce u srcu” i s tom je pjesmom trebala otići na Euroviziju, ali je na kraju na eurovizijsko natjecanje ipak otputovala grupa Pepel in kri nakon nadglasavanja u finalu. 
Neda je u to vrijeme nastupala s grupom Kamen na kamen, a njihov prvi nosač zvuka zvao se Neda Ukraden & Kamen na kamen. 
1976. godine snimili su drugu ploču Ko me to odnekud doziva. Uslijedile su ploče Nedine najljepše pjesme (1977.) i Još te volim (1979.). Godine 1981. pratila je, zajedno s Jadrankom Stojaković i Ismetom Krvavac, jugoslavenskog predstavnika na Euroviziji u Irskoj Seada Memića Vajtu s pjesmom „Lejla”.

### Zlatno doba 1980-ih
Povratkom u zagrebačku diskografsku kuću Jugoton Neda je promijenila svoj imidž, počela raditi s Đorđem Novkovićem i Rajkom Dujmićem, te 1982. godine snima album To mora da je ljubav, a pjesme na albumu odisale su čistim popom. Album je prodan u 350 000 primjeraka i otvorio novo poglavlje u karijeri Nede Ukraden. Nakon uspjeha ploče, Neda nastavlja suradnju s istim autorima. Svi naredni albumi dostigli su sjajne tiraže: Oči tvoje govore (1984.) preko 250 000 primjeraka, Hoću tebe (1985.) hitom „Zora je” preko 500 000 primjeraka, Šaj, šaj (1986., za sarajevski Diskoton) preko 300 000 primjeraka. Isti kontinuitet nastavili su i sljedeći albumi Došlo doba da se rastajemo (1987.), Posluži nas srećo (1988.), Ponoć je (1988.), Dobro došli (1989.), iako je primjetno ponovno izvjesno približavanje etno zvuku. 
To vrijeme od početka 1980-ih do početka 1990-ih definitivno je bilo zlatno razdoblje za Nedu Ukraden. Pored fantastičnih tiraža njenih ploča i popularnost u brojnim republikama, Neda je dobila i brojne nagrade za pjevačicu godine, hit i ploču godine. Na Zagrebfestu 1984. godine pobijedila je s pjesmom „Traži se jedan Vanja” (prva nagrada stručnog žirija). Njezin hit „Zora je”, koji je napisao Đorđe Novković, preveden je na trinaest svjetskih jezika.
Svoj posljednji album prije rata radi za Diskoton. Poslije nas snimila je 1990. godine, a na njemu su radili mladi sarajevski glazbenici predvođeni Hari Mata Harijem. Uz brojne nagrade koje je Neda osvojila tijekom svoje bogate glazbene karijere svakako treba izdvojiti Zlatnu pticu Jugotona za preko dva milijuna prodanih ploča.

### Ratne 1990-e
Dolaskom ratnih godina, Neda se odselila iz Sarajeva u Beograd, gdje je 1992. godine objavila album Vidovdan/Nek' živi muzika. Uskoro su uslijedila tri albuma snimljena na srpskom jeziku u turbofolk žanru. U Hrvatskoj joj taj odlazak u Srbiju nikad nije zaboravljen, jer ga se tumačilo kao odabir strane države koja je napala Hrvatsku, što je razlog da je imala probleme s nastupima i 20 godina poslije. Potvrda za to su brojni poznati i manje poznati hrvatski i bosanskohercegovački glazbenici srpske nacionalnosti ili djelomičnog srpskog podrijetla koji su i u takvim vremenima izabrali Hrvatsku za mjesto života i rada, a u istom su razdoblju pojavila se nova imena na hrvatskoj sceni iz redova te zajednice.

### 2000-ite
Godine 2001., na opće zaprepaštenje beogradskog javnog života, Neda je za Grand Produkciju izdala album na bosanskoj ijekavici pod nazivom Nova Neda megahitom „Sarajevo, gdje je moja raja”. 
Neda obnavlja suradnju sa Zagrebom te se oko nje uskoro formira sada već uigrani tim kojeg čine Franjo Valentić, Branimir Mihaljević, Fayo i pokojni Mato Došen. Posljednji album za Grand Produkciju Neda izdaje 2006. godine, a suradnju raskida 2008. nakon debakla na Grand festivalu s pjesmom „Evo sviće”. Naime, Neda je završila na pretposljednjem mjestu te je vidno uvrijeđena istaknula kako pjevačica s iskustvom poput njenog ne zaslužuje takav tretman. Ipak, 2016. godine obnovila je suradnju s ovom producentskom kućom. Godine 2009. za diskografsku kuću BN izdaje album Da se nađemo na pola puta s istoimenim hit singlom koji je zabilježio enormni uspjeh. Iste godine sudjeluje na HRF-u s pjesmom „Kad sam kod kuće” u kojoj se nostalgično prisjeća svog rodnog kraja, a koja je na domaćoj sceni zabilježila izuzetan uspjeh. 
Početkom 2010. Neda započinje suradnju s hrvatskom diskografskom kućom Hit Records, pa u veljači izdaje album Na pola puta. U svibnju iste godine u prepunom Sava Centru održava koncert kojim obilježava 40 godina uspješne karijere. Uskoro sudjeluje na Marko Polo Festivalu održanom na Korčuli pjesmom „Dalmacijom zagrljeni”. U rujnu 2010., Neda sasvim slučajno ostvaruje suradnju s mladim pop pjevačem Ivanom Zakom. Naime, Nedin dugogodišnji klavijaturist namijenio je Zaku pjesmu koja se Nedi svidjela na prvo slušanje. Poštujući i Nedu i Zaka, Nedin klavijaturist i autor pjesme Dušan Bačić predložio je da snime zajednički duet, pjesmu koja je dobila naziv „Tetovaža”. Unatoč brojnim zamjerkama kritičara da pjesma s previše turbofolk motiva uopće ne leži Nedi, publika ju je objeručke prihvatila. „Tetovaža” je od izlaska pa do danas nezaobilazna na svim Nedinim javnim nastupima. U prosincu za Hit Records izdaje kompilaciju hitova Radujte se prijatelji na kojem su se našla, uz popularne hitove 1980-ih, i dva singla iz 2010. godine.

### 2010-e
Godine 2011. Neda je održala prvi koncert nakon više od 20 godina u svom rodnom Imotskom. Sav prilog prikupljen od ulaznica namijenila je civilnoj udruzi invalida imotskog kraja, a koncert je prekinut na nešto više od sat vremena zbog lažne dojave o bombi, baš kao i koncert održan krajem svibnja u novootvorenoj zadarskoj diskoteci. Dana 10. ožujka 2011. godine izdaje singl „Na Balkanu” koji je najavio dugo iščekivani koncert u Košarkaškom centru Dražen Petrović u Zagrebu. U ljeto iste godine nastupa na Teslićkom ljetu u BiH, a 9. rujna održava svoj prvi koncert u popularnoj hrvatskoj diskoteci Aurora u Primoštenu, zajedno s Ivanom Zakom.
Nedugo zatim za jednu diskografsku kuću u Sloveniji snima dva singla na nacionalnom jeziku koja su ustvari obrada njena dva uspješna megahita – „Adio ljubavi” (pod naslovom „Adio ljubica Slovenija”) iz 1984. te „Naj, naj” iz 2008. godine. Ni ne čekajući da se pjesme afirmiraju kod slovenske publike, Neda započinje nove pregovore, ovog puta sa slovenskom grupom Clea & Kim, oko suradnje na novoj pjesmi i upečatljivom video zapisu „Girls' Night” koja je izašla u siječnju 2012. godine. Paralelno s tim projektom u Ljubljani, Neda se u Beogradu susreće s dugogodišnjim kolegom i prijateljem Kemalom Montenom s kojim snima duetsku pjesmu, ali i video uradak, „Pao snijeg po dunjama”. Sredinom godine izbacuje album Biti svoja.
Godine 2013. izdaje uspješnu pjesmu „Viljamovka”. Početkom 2014. pak izdaje pjesmu „Neću prežaliti”, a tijekom iste godine izdaje i pjesmu „Zovite svirače”. Sudjelujući u prvom Pink Music Festivalu predstavila je i pjesmu „Svaka druga”. Također je pobijedila na Marko Polo Festu s pjesmom „2 i 22” u duetu sa srbijanskim pjevačem Đomlom KS. Krajem 2014. natječe se u drugoj sezoni srbijanske inačice emisije Tvoje lice zvuči poznato.
Godine 2021. izbacuje album Jednom kada ovo sve prođe.

## Diskografija

### Singlovi
- 1967. Igra bez kraja (Vaš šlager sezone 67)
- 1969. Kiše su pale (Vaš šlager sezone 69)
- 1969. Sve što moje srce zna / Ako me trebaš
- 1973. Je l' to taj / Tri djevojke
- 1974. Mlada majka (Omladina 74)/ Čudno čudo
- 1975. Srce u srcu (Opatija 75)/ Mezarje
- 1975. Novi Robinzoni (Vaš šlager sezone 75)/ Do posljednje kapi života
- 1975. Što si nano udala me rano (Slavonija 75)/Sretan dan (Ljubav pobjedu slavi) (Slovenske Popevke 75)
- 1975. Majka (Festival Revolucionarne i Rodoljubive Pjesme 75)
- 1976. Ej, da mi je naći (Opatija 76)/ Večera
- 1976. Ja i ti (Vaš šlager sezone 76)/ Osam dana
- 1977. Požuri mi, dragane (Vaš šlager sezone 77)/ Šalvare
- 1977. Ne dam ga, ne dam (Zagreb 77)/ Dragana je mala na livadu zvala
- 1977. Gorom i dolom (Split '77.)/ Voli tebe srce moje
- 1978. Hajde, bolan, ne luduj (koji ti je vrag) / Što su polju cvijetovi
- 1978. Pisma ljubavi (Beogradsko proleće 78)/ Ljubav me čudno dira
- 1978. Vjeruj mi dušo moja (Vaš šlager sezone 78)/Alčak (Opatija 78)
- 1979. Još te volim (Vaš šlager sezone '79) / Šeherzada (Opatija 79)
- 1979. Što si bliže meni (Zagreb 79)/ Kad sam bilacvijeće u Japanu
- 1981. Oženjen je (Vaš šlager sezone 81)/Sve što se odgađa, to se ne događa (Yu-izbor za pjesmu Eurovizije 1981)
- 1981. Umire ljeto (Split '81) / Ljubavi, ljubavi
- 1981. Komušanj (Muzički festival Slavonija '81)
- 1982. Ne budi me noćas (Vaš šlager sezone 82)/Za tri dana prođe svako čudo (Opatija 82)
- 1983. Ne vjeruj (Vaš šlager sezone 83)
- 1983. Doviđenja, zaboravi me (Split 83)
- 1984. Traži se jedan Vanja (Zagrebfest 84)
- 1984. Ne može se natrag više (Mesam 84)
- 1986. Šaj rode, šaj (jugoslavenski izbor za pjesmu Eurovizije 1986)
- 1988. Isplest ću bijeli vijenac (Split 88)
- 1997. Eh, da sam tebe slušala (Budva 97)
- 1997. Ne budi me noćas (remake)
- 2004. Ljubomora (Radijski Festival SCG 04)
- 2005. Ako se ikad sretnemo (Sunčane skale 05)
- 2005. Konačno (Radijski Festival SCG 05)
- 2008. Evo sviće (Grand Festival 08)
- 2008. Stvarno se isplatilo (12. Hrvatski radijski festival '08)
- 2008. Naj, naj
- 2009. Kad sam kod kuće (14. Hrvatski radijski festival '09)
- 2009. Nježna i bezobrazna (Ohrid Fest)
- 2010. Dalmacijom zagrljeni (Marko Polo Fest 2010)
- 2010. Tetovaža (duet s Ivanom Zakom)
- 2011. Na Balkanu
- 2011. Adio ljubica Slovenia/Naj, naj (na slovenskom)
- 2011. Pao snijeg po dunjama (duet s Kemalom Montenom)
- 2012. Girls Night (Nije ti dobro) - duet s Clea & Kim
- 2013. Viljamovka
- 2017. Tuđe slađe - duet s Pirati
- 2017. Favorit
- 2017. Bijela košulja
- 2018. Kao vino i gitara (CMC Festival Vodice 2018.)
- 2019. Najteže je kad se rastaje (CMC Festival Vodice 2019.)
- 2019. Bomba (Beovizija - srbijansko natjecanje za pjesmu Eurovizije 2020.)
- 2020. Ni Dubai, ni Hawaii - duet Luka Bassi (CMC Festival Vodice 2020.)

### Albumi
- 1975. Srce u srcu - 300.000
- 1976. Ko me to od nekud doziva
- 1977. Nedine najljepše pjesme (kompilacija)
- 1979. Neda - 25.000-30.000
- 1981. Čuje se glas
- 1982. To mora da je ljubav - 350.000 - platinasti album
- 1984. Oči tvoje govore - preko 250.000 - platinasti album
- 1985. Hoću tebe - preko 500.000 - dijamantni album
- 1986. Neda – 10 hitova (kompilacija) (1982. – 1986.)
- 1986. Šaj, šaj - preko 300.000 - dijamantni album
- 1987. Došlo doba da se rastajemo - preko 250.000 - dijamantni album
- 1988. Posluži nas srećo - preko 250.000 - dijamantni album
- 1988. Ponoć je - preko 450.000 - dvostruko dijamantni album
- 1989. Dobro došli - preko 150.000 - platinasti album
- 1990. Poslije nas - 150.000 - platinasti album
- 1991. 20 Hitova (kompilacija) (1982. – 1990.)
- 1992. Vidovdan/Nek' živi muzika
- 1993. Jorgovan
- 1995. Između ljubavi i mržnje
- 1996. Ljubavi žedna
- 2001. Nova Neda
- 2003. Život sam promjenila
- 2004. Ljubomora
- 2006. Oduži mi se poljupcima
- 2008. Pop zvijezde zauvijek (kompilacija) (1982. – 1990.)
- 2008. Best of Neda (kompilacija)
- 2009. Platinum Collection
- 2009. Da se nađemo na pola puta
- 2010. Radujte se prijatelji (kompilacija)
- 2012. Biti svoja
- 2013. Najljepše ljubavne pjesme - Best Of
- 2016. 50 originalnih pjesama (1969 - 1990) - best of
- 2016. Terapija
- 2019. Mojih prvih 50: Live in Lisinski
- 2021. Jednom kada ovo sve prođe
- 2024. 25 Greatest Hits (kompilacija)

### DVD-i
- 2007. Novogodišnji Grand Party (pjesme Maki, Maki i Srećo moja)
- 2008. Novogodišnji Grand 08 (pjesma Maki, Maki)
- 2008. II. Axal Grand Festival (pjesma Evo sviće)
- 2009./10. Super hitovi City Recordsa (pjesma Da se nađemo na pola puta)
- 2011. Grand - narodno veselje 11 (pjesme Maki, Maki i Srećo moja)
- 2011. Radujte se prijatelji (snimka koncerta u beogradskoj areni)

## Ljestvice

### Singlovi
| Naslov                                   | Godina | Plasman | Album                     |
| Naslov                                   | Godina | HR      | Album                     |
| ---------------------------------------- | ------ | ------- | ------------------------- |
| Naj naj                                  | 2008.  | —       | Da se nađemo na pola puta |
| Kad sam kod kuće                         | 2009.  | 2.      | Da se nađemo na pola puta |
| Nježna i bezobrazna                      | 2009.  | —       | Da se nađemo na pola puta |
| Da se nađemo na pola puta                | 2010.  | 6.      | Da se nađemo na pola puta |
| Tetovaža s Ivan Zak                      | 2010.  | —       | Biti svoja                |
| Na Balkanu                               | 2011.  | —       | Biti svoja                |
| Pao snijeg po dunjama s Kemalom Montenom | 2011.  | —       | Biti svoja                |
| Najbolji klub u gradu                    | 2012.  | —       | Biti svoja                |
| Nije ti dobro(Girls night) s Clea & Kim  | 2012.  | —       | Biti svoja                |
| Viljamovka                               | 2013.  | 37.     | Terapija                  |
| Neću prežaliti                           | 2014.  | 20.     | Terapija                  |
| Noći u Brazilu s Učiteljice              | 2014.  | —       | Terapija                  |
| Od ponoći s Jasmin Stavros               | 2015.  | 19.     | Terapija                  |
| Leggiero                                 | 2015.  | —       | Terapija                  |
| Žuto                                     | 2016.  | —       | Terapija                  |
| Ako zimi jorgovan procvjeta              | 2016.  | —       | Terapija                  |
| Tuđe slađe s Pirati                      | 2017.  | —       | Singl                     |
| Favorit                                  | 2017.  | —       | Singl                     |
| Bijela košulja                           | 2017.  | —       | Jednom kada ovo prođe     |
| Kao vino i gitare                        | 2018.  | 37.     | Jednom kada ovo prođe     |
| Najteže je kad se rastaje                | 2019.  | 26.     | Jednom kada ovo prođe     |
| Bomba                                    | 2019.  | —       | Jednom kada ovo prođe     |
| Ni Dubai, ni Hawaii s Lukom Basijem      | 2020.  | 21.     | Singl                     |
| Za pravu ljubav                          | 2020.  | 32.     | Jednom kada ovo prođe     |
| Jednom kada ovo prođe                    | 2021.  | 32.     | Jednom kada ovo prođe     |
| Lavanda                                  | 2022.  | 39.     | Singl                     |
| Viva l'amore s grupom Vigor              | 2023.  | 8.      | Singl                     |
| Živi se i umire za ljubav                | 2024.  | 28.     | Singl                     |

### Albumi
| Godina | Album                            | Najviša pozicija |
| Godina | Album                            | HR               |
| ------ | -------------------------------- | ---------------- |
| 2008.  | Pop zvijezde zauvijek            | 1.               |
| 2009.  | Da se nađemo na pola puta        | 6.               |
| 2010.  | Radujte se prijatelji            | 10.              |
| 2012.  | Biti svoja                       | 9.               |
| 2016.  | Terapija                         | 8.               |
| 2019.  | Mojih prvih 50: Live in Lisinski | 4.               |
| 2021.  | Jednom kada ovo sve prođe        | 2.               |
| 2024.  | Samo je nebo iznad nas, dueti    | 5.               |
| 2024.  | 25 Greatest Hits                 | 3.               |

## Festivali
- 1967. Igra bez kraja (Vaš šlager sezone 67)
- 1969. Kiše su pale (Vaš šlager sezone 69)
- 1974. Mlada majka (Omladina 74)
- 1975. Srce u srcu (Opatija 75)
- 1975. Novi Robinzoni (Vaš šlager sezone 75)
- 1975. Što si nano udala me rano (Slavonija 75)
- 1975. Sretan dan (Ljubav pobjedu slavi) (Slovenske Popevke 75)
- 1975. Majka (Festival Revolucionarne i Rodoljubive Pjesme 75)
- 1976. Ej, da mi je naći (Opatija 76)
- 1976. Ja i ti (Vaš šlager sezone 76)
- 1977. Požuri mi, dragane (Vaš šlager sezone 77)
- 1977. Ne dam ga, ne dam (Zagreb 77)
- 1977. Gorom i dolom (Split '77.)
- 1978. Hajde, bolan, ne luduj (koji ti je vrag)
- 1978. Pisma ljubavi (Beogradsko proleće 78)
- 1978. Vjeruj mi dušo moja (Vaš šlager sezone 78)
- 1979. Još te volim (Vaš šlager sezone '79)
- 1979. Šeherzada (Opatija 79)
- 1979. Što si bliže meni (Zagreb 79)/
- 1981. Oženjen je (Vaš šlager sezone 81)
- 1981. Sve što se odgađa, to se ne događa (Yu-izbor za pjesmu Eurovizije 1981)
- 1981. Umire ljeto (Split '81)
- 1981. Komušanj (Muzički festival Slavonija '81)
- 1982. Ne budi me noćas (Vaš šlager sezone 82)
- 1982. Za tri dana prođe svako čudo (Opatija 82)
- 1983. Ne vjeruj (Vaš šlager sezone 83)
- 1983. Doviđenja, zaboravi me (Split 83)
- 1984. Traži se jedan Vanja (Zagrebfest 84)
- 1984. Ne može se natrag više (Mesam 84)
- 1986. Šaj rode, šaj (jugoslavenski izbor za pjesmu Eurovizije (Jugovizija) 1986)
- 1988. Isplest ću bijeli vijenac (Split 88)
- 1997. Eh, da sam tebe slušala (Budva 97)
- 2004. Ljubomora (Radijski Festival SCG 04)
- 2005. Ako se ikad sretnemo (Sunčane skale 05)
- 2005. Konačno (Radijski Festival SCG 05)
- 2008. Evo sviće (Grand Festival 08)
- 2008. Stvarno se isplatilo (12. Hrvatski radijski festival '08)
- 2009. Kad sam kod kuće (14. Hrvatski radijski festival '09)
- 2009. Nježna i bezobrazna (Ohrid Fest)
- 2010. Dalmacijom zagrljeni (Marko Polo Fest 2010)
- 2013. 2 i 22 (ft. Djomla KS) (Marko Polo Fest 2014)

## Vanjske poveznice
- Službene stranice  Arhivirana inačica izvorne stranice od 11. listopada 2007. (Wayback Machine)